# Damon Albarn
Damon Albarn (* 23. března 1968, Londýn, Spojené království) je zpěvák, klávesista a autor písní, který je znám jako frontman britpopové skupiny Blur. V poslední době je více aktivní jako člen projektů Gorillaz a The Good, the Bad and the Queen. Během své dvacetileté hudební kariéry se 35 jeho singlů dostalo do britské Top 40. Albarn také otevřeně vystupuje jako velký kritik válek v Afghánistánu a Iráku.

## Sólová dráha
V roce 2002 vyšlo album Mali Music, které bylo nahráno na podporu organizace Oxfam v Mali v roce 2000. Albarn v té době navštívil i Nigérii, aby se zde zúčastnil nahrávání s africkým bubeníkem Tony Allenem. V této době Albarn také prohlásil, že by chtěl další album Blur nahrávat v Iráku, protože si velmi oblíbil iráckou hudbu.
V roce 2003 nahrává Democrazy – několik demosnímků, které byly nahrány v hotelovém pokoji na turné Think Tank, které v té době jel se skupinou Blur.
Albarn mezitím pracoval i na jiných projektech. Jeho song Closet Romantic je spolu s ranou nahrávkou skupiny Blur, písní Sing, na soundtracku k filmu Trainspotting. Albarn si také zazpíval ve skladbě Put It Back Together, která vyšla na albu Fat Boy Slima Palookaville (2004). Albarnův vokál je také slyšet v písni Time Keeps on Slipping na rapovém koncepčním albu nazvaném Deltron 3030 a také v písni Lovage (Love that Lovage, Baby) projektu Lovage na albu Music to Make Love to Your Old Lady By. Pod oběma alby je podepsán Dan the Automator, který také produkoval debutové album skupiny Gorillaz. V roce 2000 složil Albarn většinu písní k soundtracku ke komediální detektivce Ordinary Decent Criminal.
V říjnu 2007 vydal britský časopis Q speciál ke svým jedenadvacátým narozeninám. Byl věnován 21 nejvlivnějším hudebním umělcům. Albarnovi je tu věnováno 8 stránek, na kterých se rozebírá jeho práce pro Blur, Gorillaz a The Good, the Bad and the Queen.
V červenci 2008 plánuje Albarn vydání nového alba, jehož nahrávání by se mělo účastnit několik desítek hudebníků. Jméno projektu a dokonce ani to, zda nějak souvisí s albarnovými předchozími projekty dosud není známo. V rozhovoru pro rozhlasovou stanici BBC 6 řekl Albarn: „Na novém albu se v jedné skladbě objeví i stočlenný čínský sbor. Společně s orchestrem čítá nějakých 120, 130 členů.“

## The Good, the Bad and the Queen

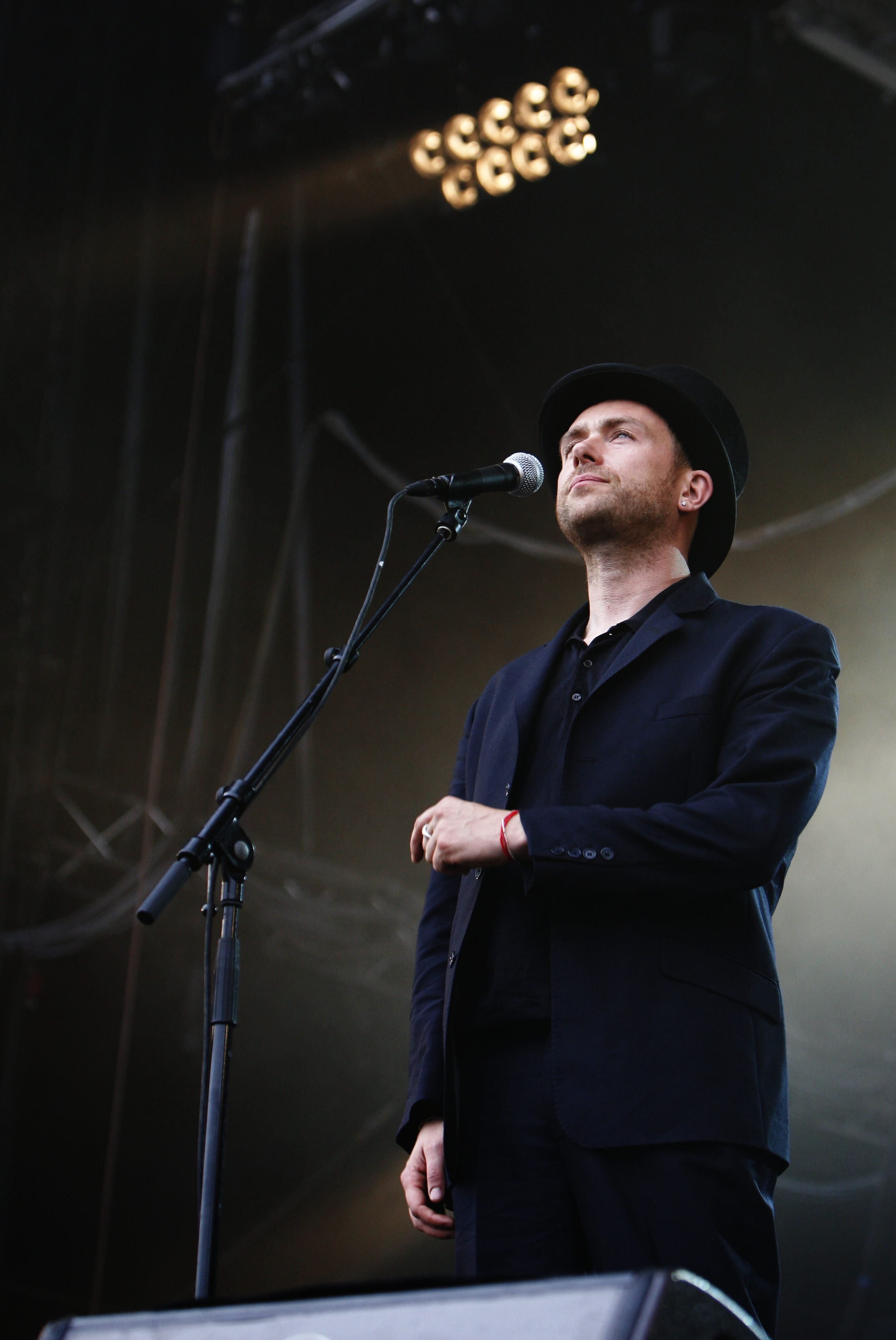
Damon Albarn v roce 2007

V roce 2007 vychází album The Good, the Bad and the Queen, které Albarn nahrál společně s baskytaristou Paulem Simononem (bývalý člen punkové skupiny The Clash), kytaristou Simonem Tongem (prošel skupinami Verve, Blur, Gorillaz) a bubeníkem Tonny Allenem (z legendární doprovodné skupiny Fela Kutiho, Africa 70). Album produkoval Danger Mouse, který také rozhodoval o konečném pořadí skladeb.
První singl z tohoto alba Herculean byl vydán na konci října 2006 a vyšplhal se až na 22. místo v britském singlovém žebříčku. Druhý singl, Kingdom of Doom, vyšel (stejně tak jako celé album) v lednu 2007. Byl ještě trošku úspěšnější než předchozí — nejlépe se umístil na 20. místě singlového žebříčku. Třetí singl Green Fields už ale v tomto žebříčku nebodoval.

## Monkey: journey to West
V době největší slávy skupiny Gorillaz uvedli Damon Albarn a Jamie Hawlett společně s respektovaným čínským operním režisérem Chen Shi-Zhengem tradiční čínskou legendu Cesta na východ. Představení dostalo název Monkey: Journey to West. Premiéra se uskutečnila na konci června 2007 na Mezinárodním festivalu v Manchesteru.
Tato opera byla již druhou spoluprací Albarna a Hawletta s manchesterským festivalem, první bylo první veřejné vystoupení Demon Days Live, na kterém se objevila většina hudebníků, kteří nahrávali desku Demon Days, která vyšla pod hlavičkou Gorillaz.

## Osobní život
Albarn měl dlouhodobý vztah s frontmankou skupiny Elastica Justine Frischmann. Tento vztah mu byl v polovině devadesátých let i bohatou inspirací. Svědčí o tom například píseň Yuko and Hiro z alba The Great Escape (1995), která je o Albarnově lásce k Justine a o nemožnosti se vzájemně vídat. Singl Beetlebum z velice úspěšné desky Blur (1997) je zase o závislosti na heroinu, do které v té době Justine spadla, píseň No distance Left to Run z alba 13 (1999) je naopak o jejich rozchodu.
Damon Albarn má silně antiválečné názory a je také hlasitým odpůrcem britské účasti ve válkách v Iráku a Afghánistánu. V roce 2002 si společně s Robertem de Naja ze skupiny Massive Attack pronajali jednu stranu v britském hudebním týdeníku NME, na které zveřejnili text, který se ptal po nutnosti britského vojenského zásahu. Rok na to si Albarn nazpíval jednu skladbu na album 100th Wi(n)dow, které vydali Massive Attack.
V roce 2005 kritizoval Albarn (a mnozí další) londýnský charitativní koncert Live 8 za to, že na něm vystupuje jen velmi málo černošských hudebníků. Vystupovali tu pouze Ms. Dynamite, Snoop Dogg a Youssou N'Dour. Nakonec organizátoři přidali zvláštní koncert, který měl ukázat více černošských hvězd. Sám Albarn odmítl na Live 8 vystupovat. Odůvodnil to tím, že nechce vystupovat v takto „exkuzivní“ společnosti a že podezírá některé vystupující z toho, že nechtějí pomáhat, ale chtějí jen posilovat svá místa na hudebním trhu.
V devadesátých letech strávil Albarn hodně času v Reykjavíku, kde byl dokonce spoluvlastníkem baru/kavárny. V současné době vlastní dům v Grafarvoguru, které je nedaleko Reykjavíku. V roce 2000 napsal soundtrack k filmu 101 Reykjavík.
Albarn také kritizuje současnou popkulturu, říká: „Měli bychom odkrýt, na čem stojí podstatná část současné kultury a zamyslet se nad tím, jestli je to to, co chceme. Myslím, že nejdříve bychom měli začít s tzv. celebritami… Měli bychom se také co nejdřív zbavit takových věcí jako je The X Factor.“

## Diskografie
- Ravenous (soundtrack) (1999)
- Ordinary Decent Criminal (soundtrack) (2000)
- 101 Reykjavík (soundtrack) (2002)
- Mali Music (2002)
- Democrazy (2003)
- The Good, the Bad & the Queen (2007)
- Dr. Dee (opera) (2012)
- Everyday robots (2014)